# 나이오븀
나이오븀, 니오븀(←영어: Niobium 나이오비엄[*]) 또는 니오브(←독일어: Niob 니오프[*], 일본어: ニオブ 니오부[*])는 화학 원소로 기호는 Nb(←라틴어: Niobium 니오비움[*]), 원자 번호는 41이다. 회색의 무르고 연성 있는 전이 금속으로 컬럼바이트 광석에서 산출한다. 특수강 등 합금을 만드는 데 주로 사용한다.
1801년 영국 화학자 찰스 해쳇(Charles Hatchett)은 탄탈럼과 비슷한 새로운 원소를 발견하고 이를 콜럼븀(columbium)이라 명명하였다. 1846년에는 독일 화학자 하인리히 로제(Heinrich Rose)는 탄탈럼 광석에 다른 원소가 포함되어 있다는 것을 발견하고 이를 나이오븀(niobium)이라 명명하였다. 이후 1864년과 1865년에 콜럼븀과 나이오븀이 동일한 원소라는 것이 밝혀졌고, 이후 한 세기 동안 같이 쓰였다. 1949년에 공식적으로 나이오븀이라는 이름을 채택해서 현재에 이르고 있으나, 여전히 미국에서는 콜럼븀이라는 이름을 쓰기도 한다.
나이오븀은 주로 강철 등 합금을 만드는데 사용한다. 이러한 합금에 들어가는 나이오븀 함량은 약 0.1% 정도로 매우 적지만, 나이오븀은 적은 양으로도 철강 강도를 높일 수 있다. 나이오븀을 이용한 초합금은 온도가 높아져도 안정하므로 제트기나 로켓 엔진 등에 사용한다. 또, 나이오븀은 초전도체 분야에서도 사용한다. 주로 나이오븀, 티타늄, 주석 등 합금으로 만드는데 이들 초전도체는 MRI에 사용한다. 이외 용접, 핵 공업, 전자제품, 광학, 화폐, 보석 등에 사용한다.

## 역사
나이오븀은 1801년 영국 화학자 찰스 헤쳇이 발견하였다. 그는 1734년 미국 매사추세츠주에서 발견되어 영국으로 운반된 광석 시료에서 새로운 원소를 발견하고는 그 원소를 콜럼븀이라고 명명하고 광석에 컬럼바이트라는 이름을 붙였다.
그러나 탄탈럼과 나이오븀의 유사성 때문에 상당한 혼란이 있었다. 1809년 영국 화학자 윌리엄 하이드 울러스턴은 두 원소의 산화물의 밀도 차이를 확인하고서도 같은 물질이라고 결론을 내리기도 하였다. 이는 1846년 독일 화학자 하인리히 로제가 번복했는데, 그 또한 나이오븀이나 나이오븀-탄탈럼 혼합물에 세 가지나 되는 잘못된 이름을 붙이기도 하였다. 나이오븀과 탄탈럼의 차이가 분명해진 것은 1864년 이후이다.
나이오븀은 20세기 초반에 백열등의 필라멘트로 사용되면서 실용적인 목적으로 쓰이기 시작했다. 이후에는 순수한 나이오븀 대신 나이오븀과 텅스텐의 혼합물을 필라멘트에 넣었다. 1920년대에는 나이오븀을 첨가한 강철의 강도가 증가한다는 사실이 알려져 현재까지도 생산된 나이오븀의 대부분은 특수강을 만드는데 사용되고 있다.
한동안 콜럼븀과 나이오븀 중 어떤 이름을 쓸 것인지에 대해 의견이 분분했으나 100여 년의 논쟁 끝에 1950년 국제순수응용화학연합은 나이오븀을 41번 원소의 공식적인 이름으로 쓰기로 결정했다. 그러나 아직도 미국 산업계에서는 가끔 '콜럼븀'라는 이름을 쓰고 있다.

## 특성

### 물리적 특성
나이오븀은 은회색의 광택이 있는 상자성 금속으로 주기율표의 5족에 속한다. 그러나 제일 바깥의 전자껍질 1개당 전자의 개수는 같은 족 원소들과 다르며(바나듐 2개, 나이오븀 1개, 탄탈럼 2개), 이는 같은 주기에 속하는 원소인 루테늄, 로듐, 팔라듐에서도 나타난다.
극저온에서는 초전도체의 성질을 나타내며 이러한 특성은 나이오븀의 순도에 따라 크게 달라진다. 순수한 나이오븀은 연성과 전성이 뛰어나지만 불순물이 첨가되면 단단해진다.

### 화학적 특성
나이오븀은 실온에서 공기 중에 장시간 노출시키면 산화되어 푸르스름한 색을 띤다. 원자 번호가 하나 작은 지르코늄보다는 전기음성도와 밀도가 약간 더 높으며, 란타넘족 수축에 의해 바로 다음 주기에 위치하는 탄탈럼과 비슷한 크기의 원자를 가진다. 이 때문에 나이오븀의 화학적 성질은 지르코늄이나 탄탈럼과 매우 흡사하다. 고온에서는 거의 모든 비금속 원소와 반응하여 화합물을 생성한다. 산이나 염기에는 잘 부식되지 않는다. -1에서 +5까지의 산화수를 가질 수 있는데, 이 중 가장 많이 발견되는 것은 산화수가 +5인 화합물의 형태이다.

## 동위 원소
자연에 존재하는 안정한 나이오븀 동위 원소는 93Nb이다. 2003년까지 원자량 81에서 113 사이에서 최소 32종류의 인공 방사성 동위 원소가 합성되었다. 이들 중 가장 안정한 것은 92Nb로 반감기가 약 3470만 년이다. 또, 최소 25종류의 핵 이성질체가 발견되었다.

## 존재
나이오븀은 지각 속에 약 20ppm 정도 포함되어 있어 33번째로 많이 존재하는 원소이다. 그러나 실제로는 높은 밀도로 인해 지구의 핵 속으로 가라앉은 더 많은 양의 나이오븀이 존재할 것이라고 추정된다. 자연에서는 순수한 형태로는 존재하지 않고 광석 속에 다른 원소들과의 혼합물 형태로 존재한다. 대부분의 경우, 나이오븀과 탄탈럼은 광석 속에 함께 들어있다. 주로 브라질, 캐나다 등지에서 생산된다.

## 용도
나이오븀은 강철을 만들 때 첨가하는 금속 원소로 많이 사용된다. 2006년 생산된 나이오븀의 90%가 이 분야에 사용되었을 정도이다. 나이오븀을 첨가한 합금은 강도와 가공성이 뛰어나며, 용접할 때 유리하다.산화니오븀은 아크릴산 생산, 탄화수소 분해, 석유 유분의 수소처리 및 난분해성 화학물질 제거를 위한 유망한 촉매입니다.

## 주의사항
나이오븀이 생명체 내에서 어떤 역할을 하는지는 밝혀지지 않았다. 나이오븀의 분말은 눈과 피부에 자극을 줄 수 있고 화재의 위험이 있으나 주로 사용되는 순수한 나이오븀은 체내에서 반응을 하지 않고 무해한 것으로 알려져 있다. 이 때문에 보석이나 의료 목적으로 사용되기도 한다. 그러나 일부 나이오븀 화합물은 강한 독성을 나타내기도 한다.